# معرض الشارقة الدولي للكتاب
معرِض الشَّارِقَة الدُّولِيّ لِلكِتَاب هُو معرِض سنوِيّ دولِيٌّ لِلكِتاب تُنظِّمُه وتشرُّف عليه هيئة الشَّارِقة لِلكتَّاب على مدار 𝟏𝟏 يوم فِي مدِينة الشَّارِقة عاصِمة إِمارة الشَّارِقة فِي دولة الإمارات العربِيَّة المُتَّحِدة. يُصنِّف معرِض الشَّارِقَة الدُّولِيّ لِلكِتاب مِن أَهم ثلاث معارِض على مُستوَى العَالم.
تشجيعا للقراءة وحب الكلمة المقروءة، يطرح المعرض تشكيلة من الكتب وأكثر من 400 فعالية ثقافية ومشاركة من أبرز الكتاب والمؤلفين. ليكون هذا المعرض السنوي واحدا من أكبر معارض الكتاب في العالم. يجذب هذا المعرض أكثر من 1420 دورا للنشر ويحضره ما يزيد عن مليونين زائر في مركز اكسبو الشارقة، ويقدم المعرض لهواة القراءة فرصاً تتيح لهم اقتناء كتبهم المفضلة بأسعار مناسبة ومتاحة بـ 210 لغة من حول العالم.

## معلومات أساسية
انطلقت أُولى فعَّالِيَّات معرِض الشَّارِقَة الدُّولِيّ لِلكِتاب فِي مركز إِكسبُو الشَّارِقَة فِي مدِينة الشَّارِقة عاصِمة إِمارة الشَّارِقة فِي دولة الإمارات العربِيَّة المُتَّحِدة فِي يوم الثُّلاَثاء 𝟏𝟗 يناير/ كانُون الثّانِي عام 𝟏𝟗𝟖𝟐 بِإِشراف مِن دَائِرَةُ الثَّقَافَةِ والإِعلَام فِي إِمارة الشَّارِقة (وفِي وقتٍ لاحق تولت هيئَة الشَّارِقة لِلكتَّاب الإشراف على المعرِض) برؤية ورِعاية الشَّيخ الدُّكتُور سُلطان بِن محمَّد القاسِمِيّ عُضو المجلِس الأعلَى حاكم الشَّارِقة. وكان الإعداد لانطلاق المعرِض سبَّق هذا التَّارِيخ بِسنوات مِن أَجل الاِرتِقاء بِمكانة الكِتاب والثَّقافة؛ ومُنذُ انطلاقه كمُلتقى سنوِيّ لِشُعُوب المِنطقة والعالم؛ وكمِنصَّة لِبِناء العلاقات والتَّبادُل المُعرَّفِيّ والثَّقافِيّ على مدَى 𝟏𝟏 يوم يُعنى بِالكِتاب وصِناعته ونشرة إِلَى إِن أَصبح خِلال مسِيرتِه؛ المعرِض الأَكثر شُهرة بِالعالم العربِيّ وأَحد أَكبر معارِض الكِتَاب فِي العَالم.
تم تصنيف المعرض بدورته الـ40 التي أُقيمت تحت شعار (هنا.. لك كتاب) باعتباره المعرض الأكبر في العالم على مستوى بيع وشراء حقوق النشر لعام 2021، وذلك استناداً إلى قاعدة بيع وشراء الحقوق والمشاركة العالمية من الناشرين والوكلاء ضمن البرنامج المهني للمعرض (مؤتمر الناشرين) إذ شارك في المؤتمر الذي سبق انطلاق الدورة الأربعين 546 ناشراً ووكيلاً أدبياً من 83 دولة حضروا جميعهم إلى إمارة الشارقة.
انطلقت فعاليات الدورة الثانية والأربعون لمعرض الشارقة الدولي للكتاب بتاريخ 1 نوفمبر2023 تحت شعار (نتحدث كُتبًا)، بمشاركة 1043 دار نشر عربية و990 دار نشر أجنبية، وتشهد دورة هذا العام من المعرض تنظيم 1700 فعالية متنوعة، يشارك فيها أكثر من 215 ضيفاً من 69 دولة، وتستهدف جميع الأعمار من مختلف الاهتمامات.
يواصل المعرض في دورته لعام 2023 عرض الكتب، وتقديم ورشات العمل التدريبية والأمسيات الشعرية وحفلات توقيع الكتب، إضافة إلى ركن الطهي في المعرض الذي يضم أكثر من 45 فعالية يقدّمها 12 طاهياً من 9 دول ونشاطات للأطفال. وتحل كوريا الجنوبية (ضيف شرف) المعرض هذا العام بوفد يضم أكثرمن 80 كاتبا وأديبا مع تنظيم برنامج ثقافي وترفيهي، وإقامة عدد من العروض الموسيقية.
كما يقدم المعرض لأول مرة معرضاً تاريخياً بالتعاون مع جامعة كويمبرا البرتغالية، يضم 60 قطعة من المقتنيات الأثرية نادرة، كما ينظم ست مساحات تفاعلية تهدف إلى تثقيف وترفيه الزوار وتنمية مهاراتهم وإثراء ثقافتهم، في مبادرة تعكس الروابط بين جامعة كويمبرا البرتغالية والحراك الثقافي في الشارقة، كما يشمل المعرض سلسلة مؤتمرات تستضيف مؤرخين بارزين لمناقشة جوانب مختلفة من التاريخ البرتغالي في المنطقة.
شهد معرض الشارقة الدولي للكتاب في دورته الـ 43 مشاركة أكثر من 2.500 ناشر وعارض من 112 دولة، ونجح في جذب 1.82 مليون زائر من مختلف أنحاء العالم وتم إعلانه أكبر معرض للكتاب في العالم للعام الرابع على التوالي من حيث بيع وشراء حقوق النشر.

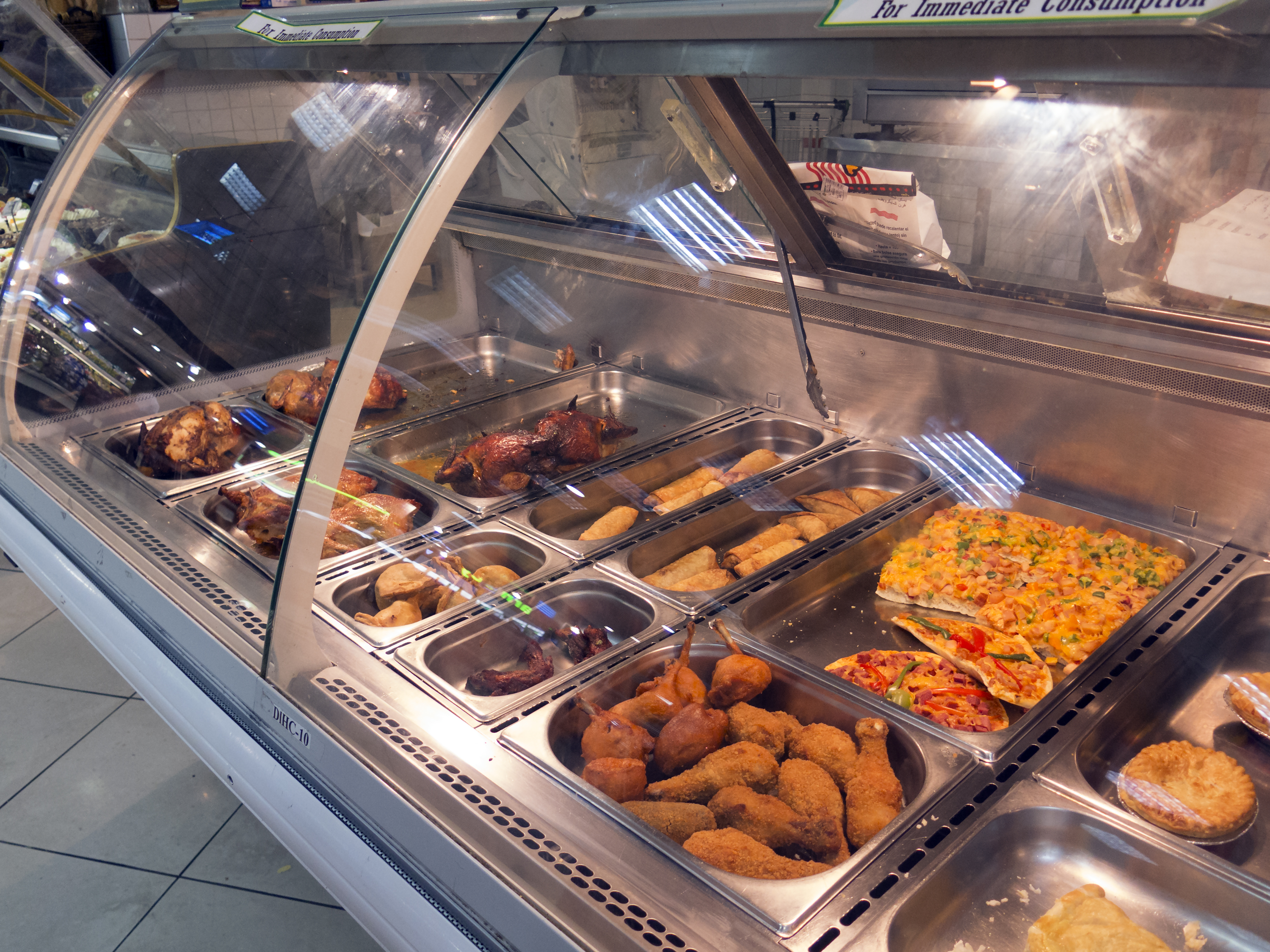
ركن الطهي في معرض الشارقة للكتاب

## فعاليات معرض الشارقة للكتاب
يعمل المعرض كل عام على تنظيم عدة فعاليات وأنشطة للكبار والأطفال، بما في ذلك الفعاليات الثقافية التي تشمل عقد الندوات والجلسات الحوارية مع الروائيين والمفكرين والأمسيات الشعرية وورش العمل التدريبية، إضافة إلى فعاليات الأطفال حيث يخصص المعرض قسماً لكتب الأطفال إلى جانب تقديم الورش المعرفية والثقافية والترفيهية التي تثري معارف الأطفال.
كما يقدم المعرض فعاليات ركن الطهي بحضور أشهر الطهاة العرب والأجانب، حيث يتسنى للضيوف مشاهدة عروض الطهي مباشرةً وتذوق المأكولات، وركن تواقيع الكتب الذي يوفر للزوار فرصة مقابلة مؤلف كتابهم المفضل والحصول على توقيعه.

## الجوائز
أطلقت هيئة الشارقة للكتاب بدولة الإمارات العربية المتحدة في إمارة الشارقة جوائز مالية سنوية للمبدعين في معرض الشارقة الدولي للكتاب. قامت هيئة الشارقة للكتاب بدولة الإمارات العربية المتحدة في إمارة الشارقة بإطلاق جوائز معرض الشارقة الدولي للكتاب بتوجيهات من حاكم إمارة الشارقة سلطان بن محمد القاسمي .

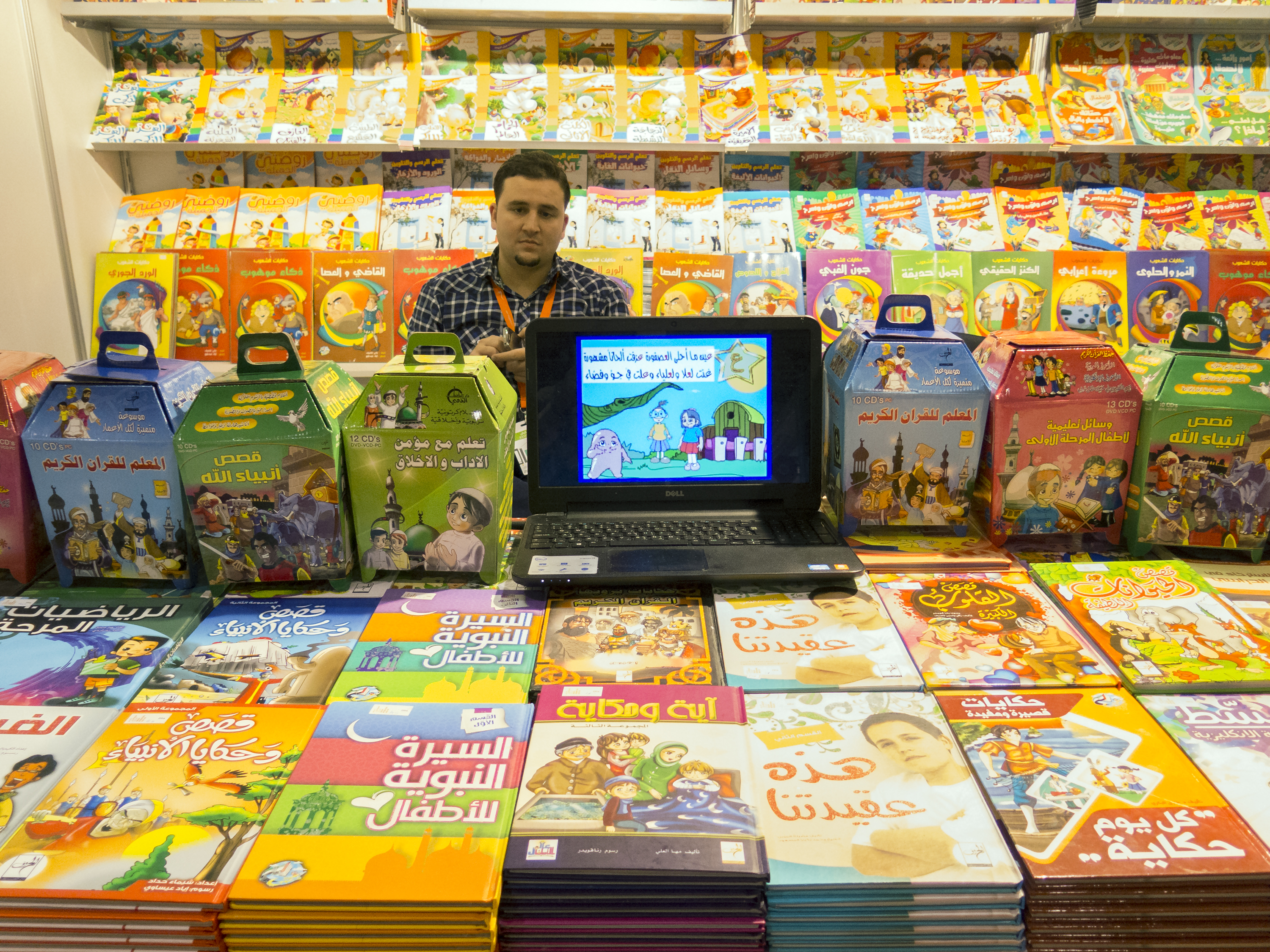
معرض الشارقة للكتاب

### القيمة
تنقسم جوائز معرض الشارقة الدولي للكتاب إلى خمس فئات، وتم تحديد قيمة مالية خاصة بكل جائزة على النحو التالي:
- شخصية العام الثقافية: لم يتم تحديد قيمتها.
- جائزة الكتاب الإماراتي وتنقسم إلى:
  - مجال الرواية وتبلغ قيمة الجائزة 100,000 درهم إماراتي
  - مجال الدراسات وتبلغ قيمة الجائزة 100,000 درهم إماراتي
  - مجال الإبداع الأدبي وتبلغ قيمة الجائزة 50,000 درهم إماراتي
  - أفضل كتاب إماراتي (مصور عن الإمارات) وتبلغ قيمة الجائزة 50,000 درهم إماراتي
- جائزة أفضل كتاب عربي: 150,000 درهم إماراتي
- جائزة أفضل كتاب أجنبي، وتنقسم إلى:

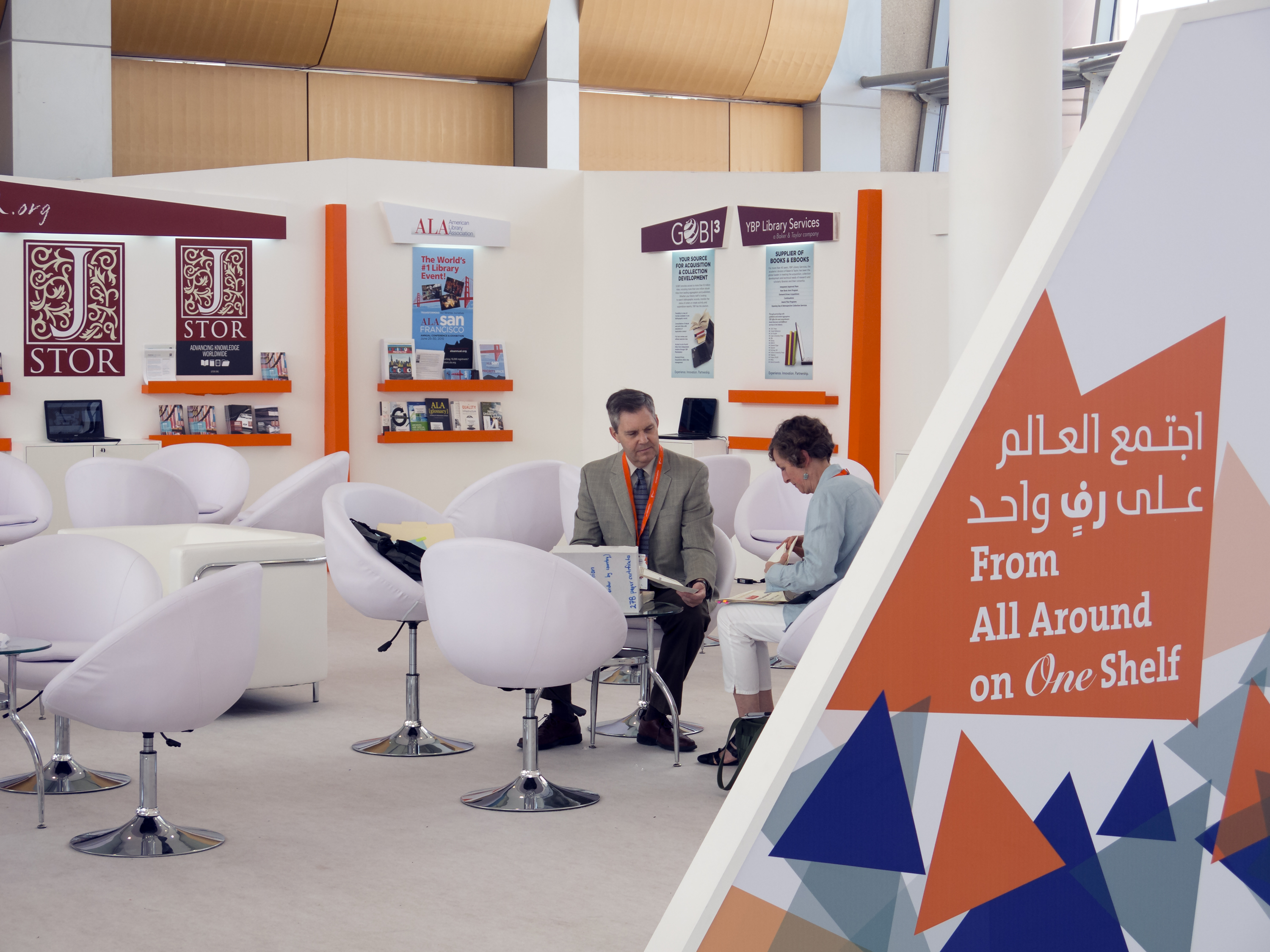
معرض الشارقة للكتاب

  - معرض الشارقة للكتابجائزة أفضل كتاب أجنبي (خيالي) وقيمتها 50,000 درهم إماراتي
  - جائزة أفضل كتاب أجنبي (واقعي) وقيمتها 50,000 درهم إماراتي
- جائزة تكريم دور النشر: لم يتم تحديدها
- جائزة ترجمان للترجمة والتأليف: مليون و400 ألف درهم
- جائزة اتصالات لكتاب الطفل وتنقسم إلى:
  - أفضل نص: مئة ألف درهم إماراتي.
  - أفضل رسم: مئة ألف درهم إماراتي.
  - أفضل إنتاج: مئة ألف درهم إماراتي.
  - أفضل كتاب أطفال في العام: ثلاث مئة ألف درهم إماراتي (مقسمة بين الكاتب، والرسام والناشر).
  - أفضل كتاب شباب بالغين في العام: مئتي ألف درهم إماراتي (مقسمة بين الكاتب والناشر).
  - جائزة اتصالات لكتب الأطفال: مئتي ألف درهم إماراتي.

### شروط الترشح
يشترط على المتقدم للجائزة أن يتقدم بالتسجيل في الموقع الإلكتروني الخاص بالجائزة، يقوم المتقدم بإرسال 3 نسخ من المؤلفات الخاصة بطلب الترشيح إلى مقر الجائزة.

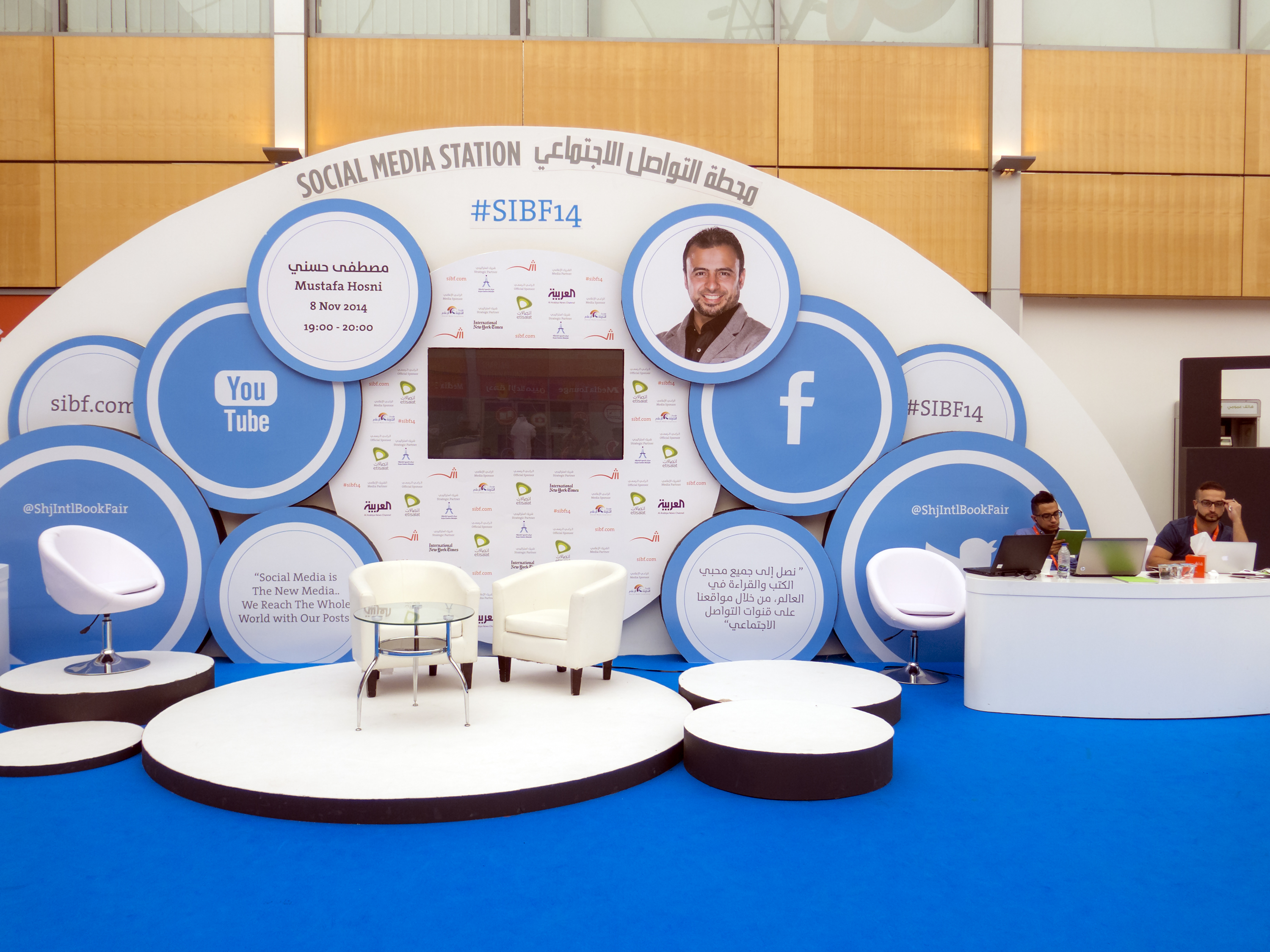
معرض الشارقة للكتاب

### 2021
جوائز المعرض لسنة 2021:
- شخصية العام الثقافية: طالب الرفاعي
- جائزة الكتاب الإماراتي - مجال الرواية: شاهد من اشبيلية (منى التميمي)
- جائزة الكتاب الإماراتي - مجال الدراسات: هروب صغير (حصة عبد الله الكتبي)
- جائزة الكتاب الإماراتي - أفضل كتاب إماراتي: حسابات سهيل وحسابات الدرور (صخر عبد الله علي سيف)
- جائزة أفضل كتاب عربي: قيامة الحشاشين (الهادي التيمومي)
- جائزة أفضل كتاب أجنبي خيالي: تيرلامان مملكة جريتس (عائشة النقبي)

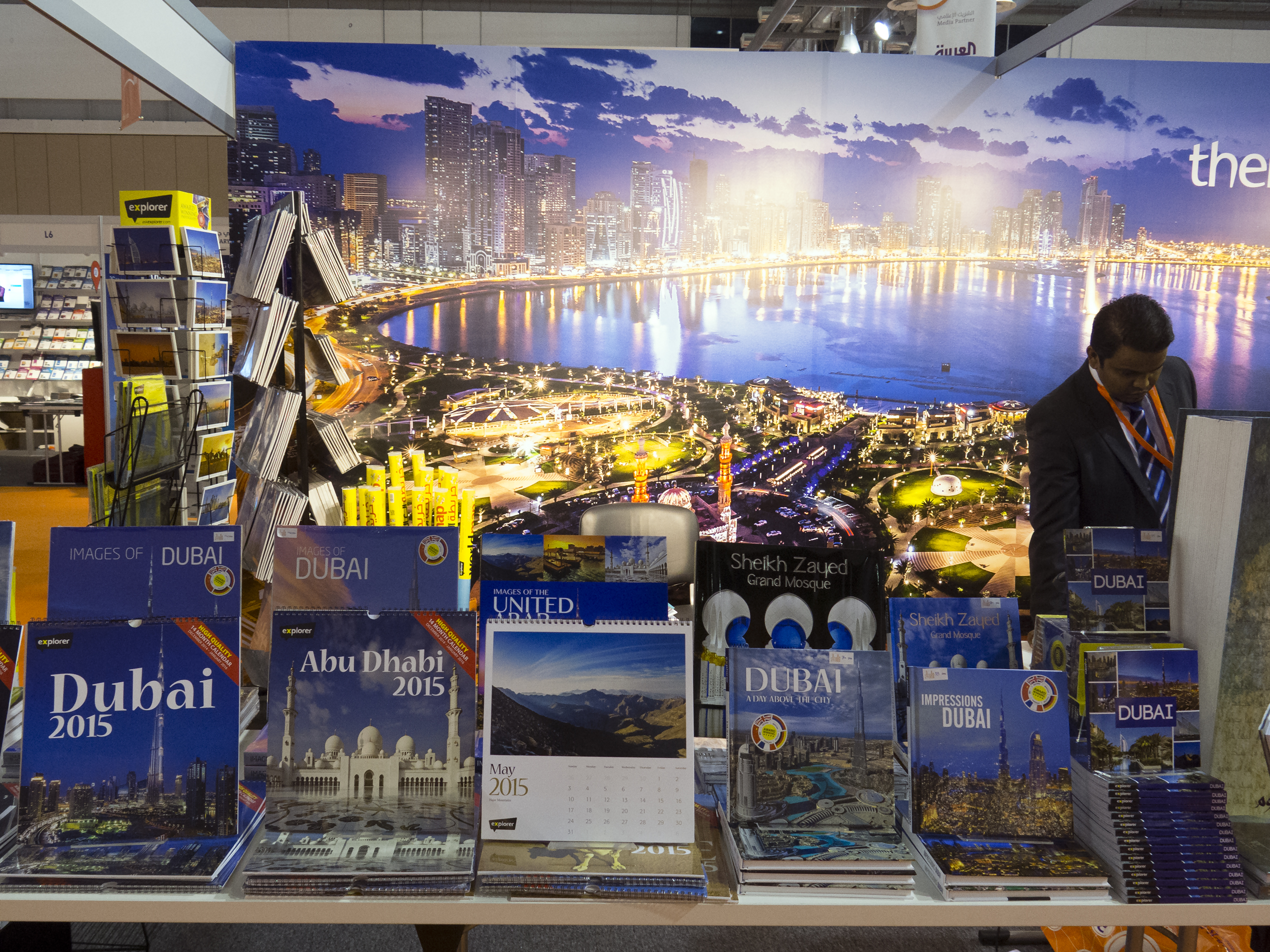
معرض الشارقة للكتاب

- معرض الشارقة للكتابجائزة أفضل كتاب أجنبي واقعي: قيادة محمد.. إعادة بناء تاريخي (جويل هايوارد)
- جائزة أفضل دار نشر - محلياً: دار سما للنشر والإنتاج والتوزيع
- جائزة أفضل دار نشر - عربياً: دار ذات السلاسل الطباعة والنشر من الكويت
- جائزة أفضل دار نشر - عربياً: بووك لاند ببلشر
- جائزة ترجمان للترجمة والتأليف: ديوان أحد عشر كوكبا للشاعر محمود درويش
- جائزة اتصالات لكتاب الطفل:

- فئة الطفولة المبكرة: كتاب ألف باء.. ياء (سمر محفوظ براج) / (سنان حلاق)[14]
- فئة الكتاب المصور: كتاب البطل الخارق (نسيبة العزيبي) / (حسان مناصرة)[14]
- فئة كتاب ذي فصول: كتاب كرة برتقالية اللون (تمارا سمير قشحة) / (يكانه يعقوب)[14]

- فئة كتاب اليافعين:كتاب «هروب صغير» للكاتبة عفاف طبالة والرسامة مريم هاني عبدالسلام ، والصادر عن «دار نهضة مصر». [14]
- فئة كوميكس:كتاب «٧٠ كيلو» للكاتبة وئام أحمد محمود والرسام علي الزيني، الصادر عن «دار العالية للنشر والتوزيع» في مصر.[14]

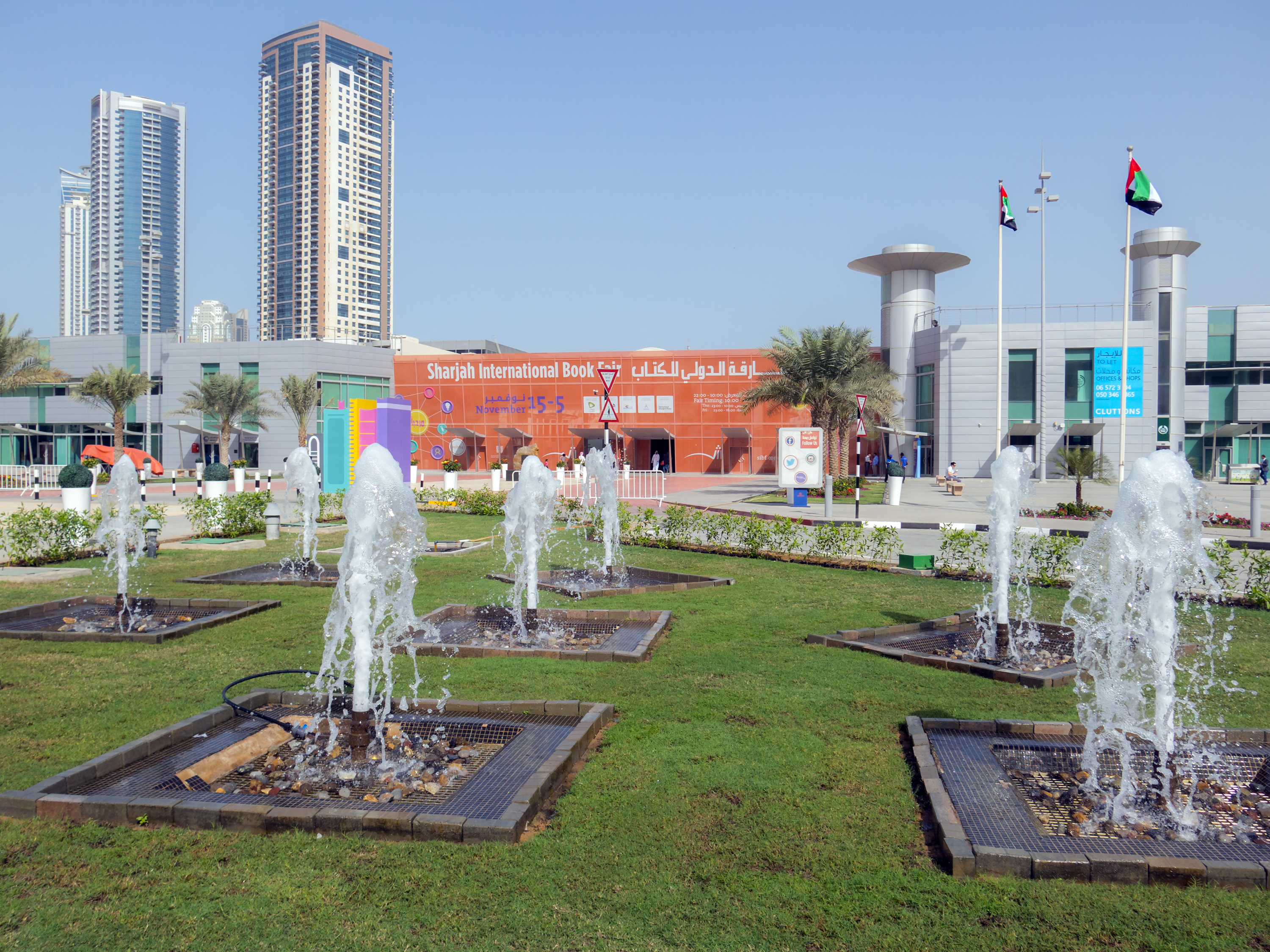
معرض الشارقة للكتاب

### 2022
- جائزة ترجمان: معهد الشرق - كارلو ألفونسو نَلِّينُو الإيطالي عن الترجمة الصادرة باللغة الإيطالية لمقدمة سليمان البستاني لإلياذة هوميروس.
- جائزة الكتاب أفضل كتاب إماراتي: الدكتورة مشاعل إبراهيم النابودة، عن روايتها (جراح مزمنة).
- جائزة الكتاب الإماراتي - مجال الدراسات: الدكتور عبد الله سليمان المغني عن مؤلفه (ملامح من تاريخ الإمارات من خلال كتابات الرحالة والسياسيين الغربيين).
- جائزة أفضل كتاب إماراتي في مجال الإبداع الأدبي: الكاتبة شيخة مبارك سيف الناخي عن كتابها (وتلك الأيام).
- جائزة أفضل كتاب عربي في مجال الرواية: الكاتبة الكويتية منى الشمري عن روايتها (خادمات المقام).
- جائزة أفضل كتاب أجنبي خيالي: دار نشر بينغوين راندوم هاوس عن كتاب (الحياة المصغرة - كشف المعجزات عن العالم المصغر).
- جائزة أفضل كتاب أجنبي واقعي: الكاتبة الجنوب أفريقية فاثي نسثنينغيلا عن كتابها (ذاي غت يو توو).
- جائزة أفضل دار نشر محلية: دار روايات من الإمارات.
- جائزة أفضل دار نشر عربية: دار مؤسسة الانتشار العربي من لبنان.
- جائزة أفضل دار نشر أجنبية: الدار العالمية للكتاب الإسلامي.
- جائزة اتصالات لكتاب الطفل:
- فئة الطفولة المبكرة: كتاب (كيف تشعر اليوم؟) للكاتبة مسرة طوقان، والرسامة هيا حلاو، والصادر عن دار كليلة ودمنة في الأردن.
- فئة الكتاب المصور: كتاب (مملكة الأناتيخ) للكاتبة منار هزاع، والرسامة باسمة حسام، والصادر عن العالية للنشر والتوزيع في مصر.
- فئة كتاب ذي فصول: كتاب (همس الأشجار) للكاتبة فيّء موسى، والرسامة فاطمة ماضي، والصادر عن دار أسفار في المملكة العربية السعودية.
- فئة كتاب العام لليافعين: كتاب (سأبدأ الآن هل تسمعينني؟) للكاتب أنس أبو رحمة، والصادر عن دار ديناصون في فلسطين.

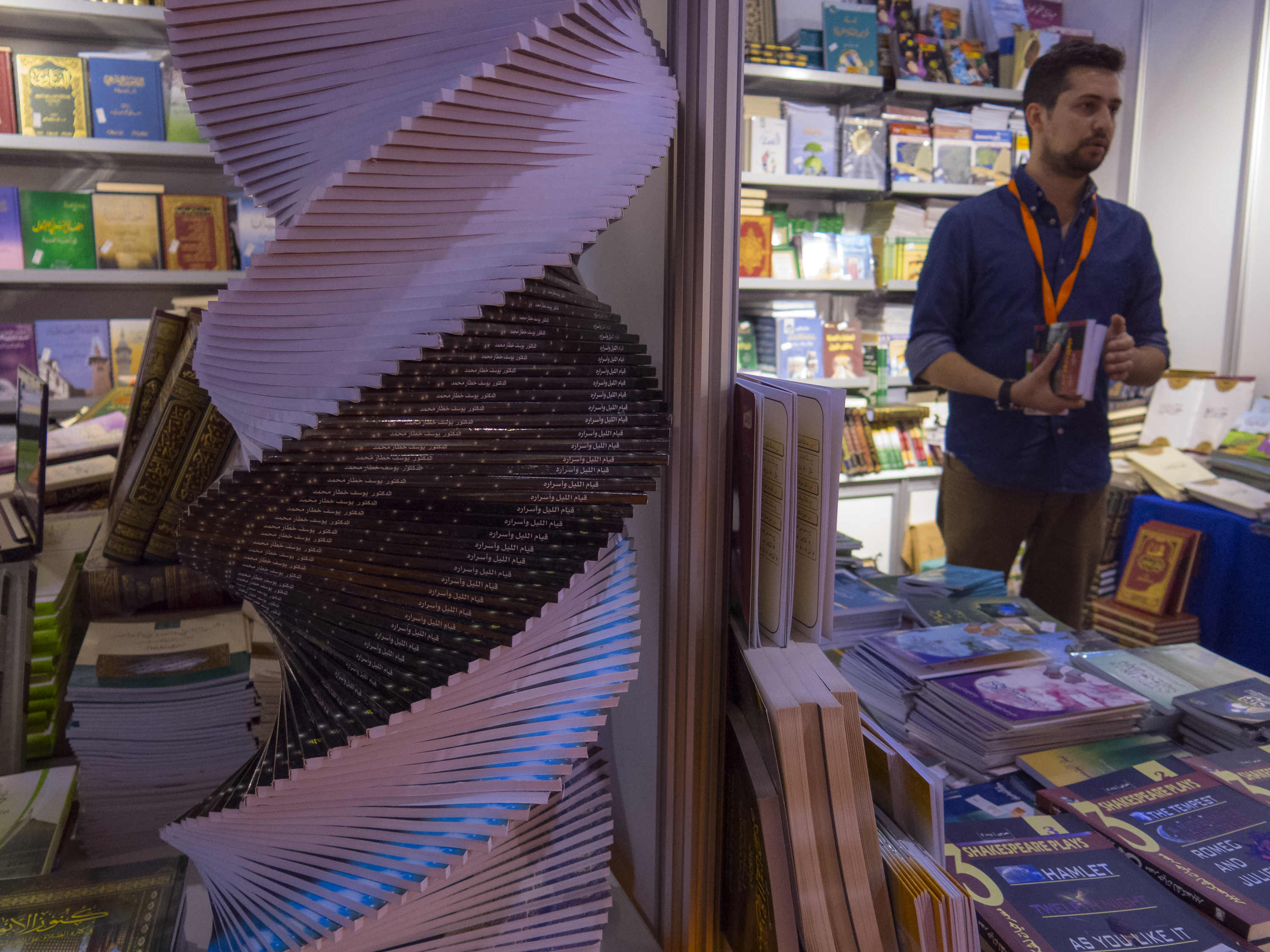
معرض الشارقة للكتاب

- معرض الشارقة للكتابحجب الفائز بفئة القصص المصورة (الكوميكس) بقرار من لجنة التحكيم.[15]

### 2023
جوائز المعرض لسنة 2023:
- جائزة الكتاب أفضل كتاب إماراتي في مجال الرواية: الدكتورة سعاد العريمي، عن رواية (حدث في صبيا).
- جائزة الكتاب الإماراتي - مجال الدراسات: الدكتورة عائشة أحمد الغيص عن كتاب (المرأة في المثل الشعبي الإماراتي.. قراءة ثقافية للمثل الشعبي).
- جائزة أفضل كتاب إماراتي في مجال الإبداع الأدبي: الشاعرة نجاة الظاهري عن ديوان (الغاسق).
- جائزة أفضل كتاب عربي في مجال الرواية: الروائي أحمد طوباوي عن رواية (باب الوادي).
- جائزة أفضل كتاب أجنبي خيالي: الكاتبة سيادا جالالي عن كتاب (مغامرة الأندلس).
- جائزة أفضل كتاب أجنبي واقعي: الكاتبة هدى الغصن عن كتاب (كيان مطلق).
- جائزة أفضل دار نشر محلية: دار ملامح للنشر والتوزيع.
- جائزة أفضل دار نشر عربية: الدار المصرية اللبنانية.
- جائزة أفضل دار نشر أجنبية: أو إم بوكس انترناشيونال الهندية.
- جائزة اتصالات لكتاب الطفل:
- فئة الطفولة المبكرة: كتاب (مشاعر...مشاعر) للكاتبة فاطمة السعدون، والرسامة ايمان عبد الحميد، والصادر عن دار كتب نون مؤسسة ناهد الشوا الثقافية (كندا).
- فئة الكتاب المصور: كتاب (فيل على اصبعي) للكاتب والرسام عبدالله الشرهان، والصادر عن دار أجيال من دولة الإمارات العربية المتحدة.
- فئة كتاب ذي فصول: كتاب (تدمير العالم في 46 ثانية) للكاتبة ميس داغر، والرسام محمد الحموي ، والصادر عن دار الياسمين للنشر من الأردن.
- فئة كتاب العام لليافعين: كتاب (حلق مريم) للكاتبة رانيا بده، والرسامة آية خميس والصادر عن دار نشر نهضة مصر .
- فئة كتاب الشعر: كتاب (غناء الماء) للكاتب مهند العاقوص والرسامة مليحة أحمدي والصادر عن دار نور المعارف للنشر والتوزيع في مصر.

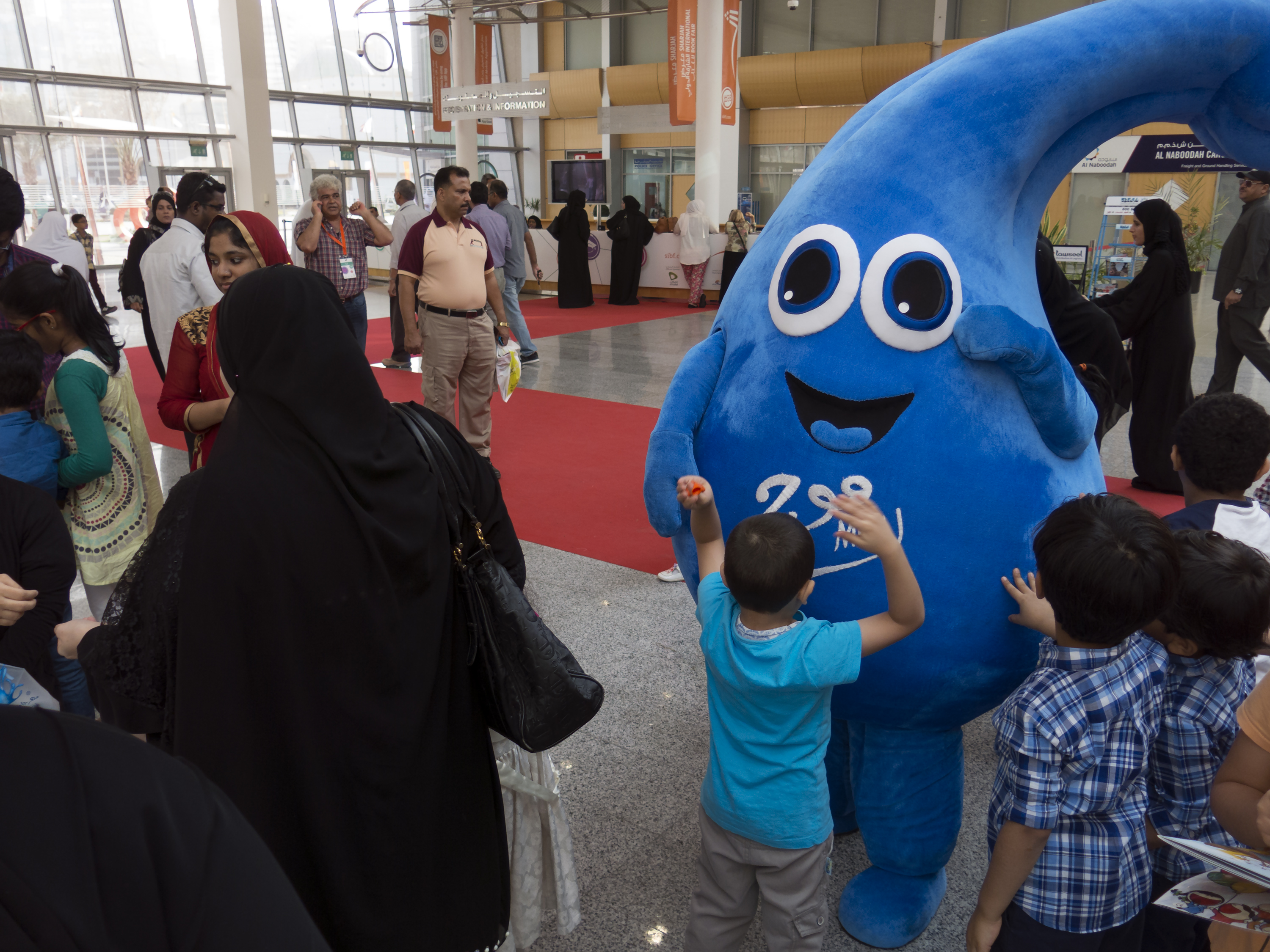
معرض الشارقة للكتاب

### 2024
جوائز المعرض لسنة 2024:
- شخصية العام الثقافية :الروائية الجزائرية أحلام مستغانمي[18]
- جائزة ترجمان: الدكتور محمد حقي صوتشين عن ترجمة كتاب (طوق الحمامة) لابن حزم الأندلسي إلى اللغة التركية والصادرة عن مجموعة ألفا للنشر.

- جائزة الكتاب الإماراتي - مجال الرواية: الدكتور عوض بن حاسوم الدرمكي، عن رواية (عهد الجراح).
- جائزة الكتاب الإماراتي - مجال الدراسات: الكاتب علي العبدان عن كتاب (الأغاني الإماراتية: مساراتها الأولى ومصادرها القديمة).
- جائزة الكتاب الإماراتي - مجال الإبداع الأدبي: الشاعر كريم معتوق عن ديوان (قصائد من وادي عبقر).
- جائزة أفضل كتاب إماراتي في مجال الرواية الأولى: الدكتورة فاطمة البريكي عن رواية (غربنة بقلم الغراب).
- جائزة أفضل كتاب عربي في مجال الرواية: الروائي عيسى ناصري عن رواية (الفسيفسائي).
- جائزة أفضل كتاب أجنبي خيالي: الكاتبة اليزابيث لودنوب عن رواية (غريب في بغداد).
- جائزة أفضل كتاب أجنبي واقعي: الكاتبان سيدهارث كاك وليلا كاك بهان عن كتابهما (الحب المنفي، الفداء).
- جائزة أفضل دار نشر محلية: دارأشجار للنشر والتوزيع.
- جائزة أفضل دار نشر عربية: دار مسكلياني للنشر في تونس.
- جائزة أفضل دار نشر أجنبية: دي سي بوكس الهندية.
- تم تكريم رؤساء المجامع اللغوية العربية الذين أسهموا في إنجاز المعجم التاريخي للغة العربية، ومنشورات القاسمي التي عملت على تنفيذ وطباعة وإخراج المجلدات كاملةً.[18]

## الطابع التذكاري لمعرض الشارقة الدولي للكتاب
في عام 2024، تم إصدار الطابع التذكاري لمعرض الشارقة الدولي للكتاب بعد أن  أعلنت هيئة الشارقة للتعليم الخاص عن مسابقة مبتكرة لتصميم طابع بريدي يحتفي بمعرض الشارقة الدولي للكتاب و تم انتقاء أفضل النماذج التي جسدت روح المعرض وتراثه المميز.

## المعجم التاريخي للغة العربية

غلاف المعجم التاريخي للغة العربية "النسخة التجريبية"

شهد المعرض بدورته 49 اكتمال إنجاز المعجم التاريخي للغة العربية، على أيدي فريق كبير من علماء الأمة يفوق عددهم 700 بين كاتب ومحرر وخبير مراجع وإداري وعاملين في الإخراج والطباعة،ويقع المجلد في مائة وسبعة وعشرين مجلداً".
وقام الشيخ الدكتور سلطان بن محمد القاسمي حاكم إمارة الشارقة بتوقيع النسخة الأخيرة وهي المجلد رقم 127 من أجزاء المعجم التاريخي للغة العربية، معلناً بذلك اكتمال هذا المشروع الذي يؤرخ لألفاظ اللغة العربية وتاريخ استخدامها وتطور دلالاتها عبر العصور و يوثق ذاكرة الأمة اللغوية.
كماتم الإعلان عن البدء بمشروع الموسوعة العربية الشاملة في العلوم والآداب والفنون والأعلام والذي يهتم بدراسة سير وتراجم كبار أعلام الأمة من العلماء والفقهاء والمفسرين والفلاسفة والأدباء والشعراء

## وصلات خارجيّة
- الصّفحة الرّسميّة لمعرِض الشَّارِقَة الدُّولِيّ لِلكِتَاب (باللُّغة العَرَبِيّة، والإِنجِلِيزِيّة).